# 山中紘
山中 紘（やまなか ひろし）は、日本の俳優。

## 出演

### テレビドラマ
- 恐怖のミイラ（1961年）
- ウルトラシリーズ
  - ウルトラマン（1966年）
    - 第5話「ミロガンダの秘密」 - 小林次郎
    - 第21話「噴煙突破せよ」 - 地震研究所所員

  - ウルトラセブン 第7話「宇宙囚人303」（1967年） - ミズノ隊員
- 鉄道公安36号（1967年）
  - 第191話「引込線を張れ」
  - 第195話「伊豆の漁火」
- レモンのような女 第6話「熱帯魚」（1967年）
- 怪奇大作戦 第7話「青い血の女」（1968年） - 鬼島明
- プレイガール 第15話「怪談 濡れた女に手を出すな」（1969年）
- 特命捜査室 第5話「消えた現金輸送機」（1969年）
- 天まであがれ! 第5話（1982年） - 隊員

| スタブアイコン | サブスタブ | この項目は、まだ閲覧者の調べものの参照としては役立たない、俳優（男優・女優）に関連した書きかけの項目です。この項目を加筆・訂正などしてくださる協力者を求めています（P:映画/PJ芸能人）。 |